# Contributions from the Arnold Arboretum of Harvard University
Contributions from the Arnold Arboretum of Harvard University (abreviado Contr. Arnold Arbor.) fue una revista con ilustraciones y descripciones botánicas que fue editada por el Arnold Arboretum de la Universidad de Harvard, desde 1932 hasta 1938, publicándose 11 números.